# Danielle Auroi
Danielle Auroi (ur. 29 lutego 1944 w Clermont-Ferrand) – francuska polityk, działaczka partii Zielonych, eurodeputowana w latach 1999–2004.

## Życiorys
Z zawodu nauczycielka, działała w związkach zawodowych. W 1988 wstąpiła do Zielonych. Była radną regionalną w Owernii. Pełniła też funkcję zastępcy mera Clermont-Ferrand.
W wyborach w 1999 uzyskała mandat posłanki do Parlamentu Europejskiego V kadencji. Należała do frakcji Zielonych i Wolnego Sojuszu Europejskiego (do 2002 jako jej wiceprzewodnicząca). Pracowała m.in. w Komisji Rolnictwa i Rozwoju Obszarów Wiejskich. W PE zasiadał do 2004.
Pozostała aktywistką partyjną, m.in. jako przedstawicielka swojego ugrupowania w Europejskiej Partii Zielonych. W 2008 ponownie została radną miejską.
W wyborach parlamentarnych w 2012 została wybrana na deputowaną do Zgromadzenia Narodowego XIV kadencji z ramienia francuskich zielonych.